# コンゴ共和国の国旗
コンゴ共和国の国旗（コンゴきょうわこくのこっき、Flag of the Republic of the Congo）は、1958年8月18日に制定された。1970年に一度放棄されたが、1991年6月10日に再び制定された。
国旗の色はエチオピアの国旗で用いられた伝統的な汎アフリカ色。緑は希望と豊かな森林資源を、黄色は誠実・寛大・誇りを、赤は青年の熱意を表している。
親ソ政権時代にはカントンにソ連と親密な国であることを示す紋章をつけた赤旗に変わった。この時の国旗の赤は人民革命を、星は共産諸国との連帯を、ハンマーと鋤は労働者と農民を表していた。

?コンゴ王国の国旗
?フランス占領時代の旗
?フランス占領時代の旗（1958年から1959年まで）
?独立時の国旗（1958年から1970年まで）
?コンゴ人民共和国時代の国旗（1970年から1991年まで）